# 肘擊
肘擊指用手肘打击，常見於各種格鬥技和自衛訓練中。肘擊是一種非常有效的近戰攻擊方式，因為肘是身體中較硬且可以快速發力的部位。肘击在东南亚传统武术、中國传统武术和冲绳传统武术中較多見。尤以泰拳為盛，被認為是該項運動中最致命的攻擊之一。此外，它也是MMA和马伽术等之中的重要技術。多數格鬥比賽禁止肘擊，因爲容易引起割傷造成大量出血
。

## 類型
- 向前肘擊：使用肘部向前推出，打向對方的面部、胸部或腹部等部位。
- 側面肘擊：側向揮出肘部，目標通常是對方的頭部或者肋骨。
- 上鉤肘擊：從下向上用肘部攻擊，常見於對方低頭或彎腰時使用。
- 旋轉肘擊：通過身體的旋轉增強肘擊的力量，這種類型的肘擊動力強大，常用於擊打對方的頭部或者側臉。